# Danmarks Cykle Union
Danmarks Cykle Union (DCU) är ett danskt cykelförbund som bildades 1946 genom sammanslagning av Dansk Cykle Union for Landevejssport (grundad 1907) och Dansk Bicykle Club (grundad 1881).
Det första förbundet grundades redan 1895, men Danmarks Idrætsforbund räknar officiellt 1907 som år för grundandet. Under mellanperioden var cykelsporten organiserad i separata förbund för ban- och landsvägscykling, vilka dock hade en gemensam internationell representation. DCU, som omfattar såväl både amatörer som professionella ban- och landsvägscyklister, blev på grund av cykelsportens professionella relationer och totalisatorspel, medlem av Danmarks Idrætsforbund först 1963. DCU har över 30 000 medlemmar, fördelade på över 300 klubbar (2022). DCU har sedan 1976 utdelat priset Årets Cykelrytter.